# マルベック

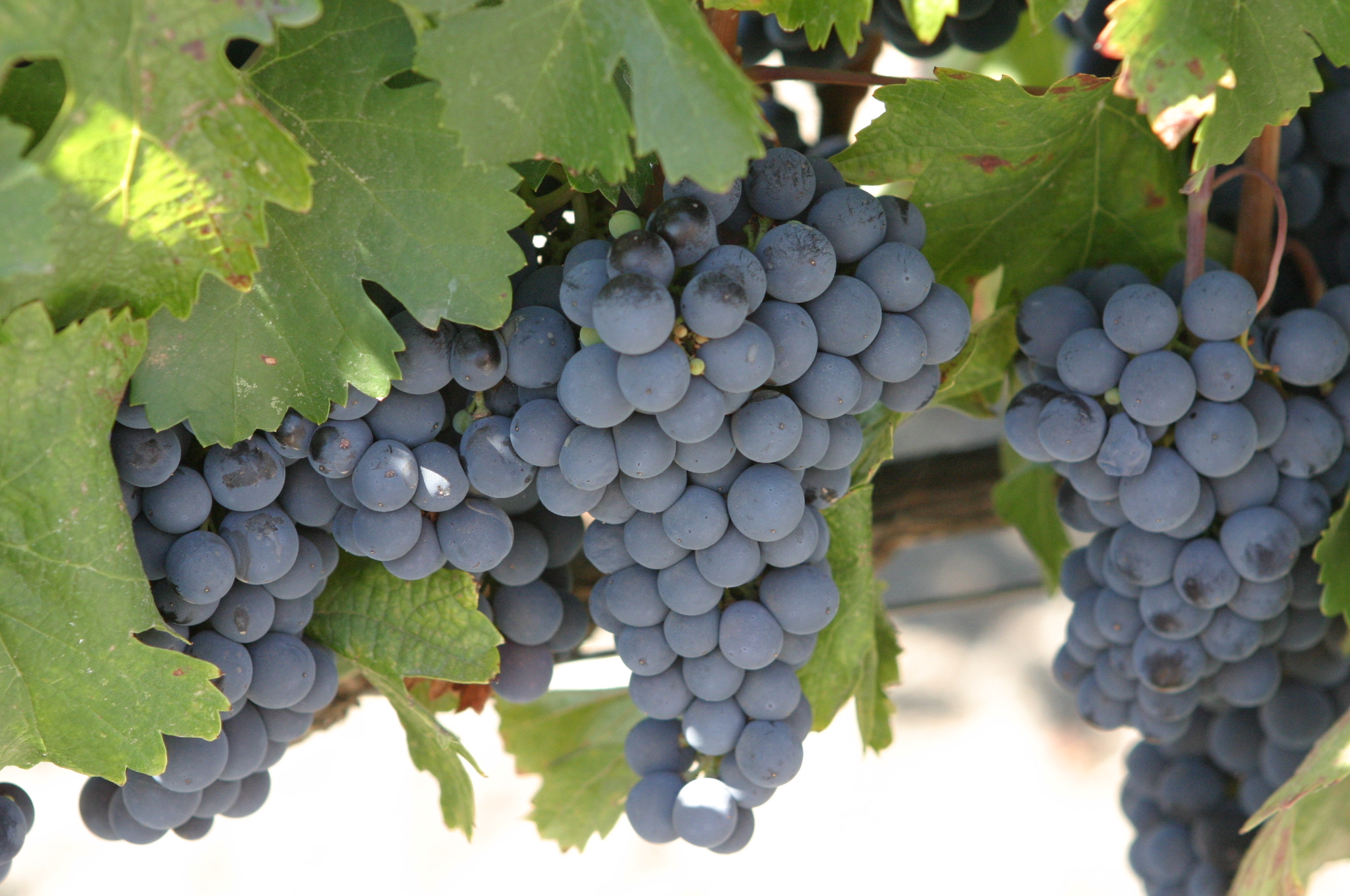
マルベック

マルベック(仏：Malbec)は、フランス南西部のカオール地区原産の赤ワイン用ブドウ品種である。コット（仏：Cot）、オーセロワ（仏：Auxerrois）とも呼ばれる。かつてはボルドーにおける主要品種であったが、現在では補助的に用いられる程度である。マルベック主体のワインとしては「黒ワイン」とも呼ばれる濃い色調が特徴のカオールのほか、アルゼンチンでも多く見られ、現在では世界のマルベックの栽培面積の75%がアルゼンチンに集中している。

## 歴史
カオール産のワインはローマ時代から知られていた。マルベックを明示的に示す記録は18世紀から残っている。
かつてはボルドーの主要品種であり、1855年においては6割を占めていた。しかし、病害に弱いマルベックは徐々に減少していき、1956年に発生した雹害により、寒さに弱いマルベックは壊滅的な被害を受けた。それ以来、ボルドーにおけるマルベックの栽培は回復することなく、現在では補助的に使われるのみである。
マルベックがアルゼンチンに持ち込まれたのは1853年のことである。当時はあまり注目を集めなかったが、1980年代にメンドーサにおけるマルベック栽培の可能性に気付く醸造家が現れると、栽培が大きく拡大した。

## 特徴
2009年に行われたDNA分析から、母親はマグドレーヌ・ノワール・デ・シャラント、父親はプリュヌラールであることが分かった。カオールのロット川周辺が起源と考えられている。
花ぶるいやベト病などの病害に弱いほか、遅霜・凍害に対しても脆弱である。
粒が小さく果皮が厚いため、タンニンが豊富で色調の濃いワインとなる。特に、カオールでは「黒ワイン」と呼ばれる。

## 産地

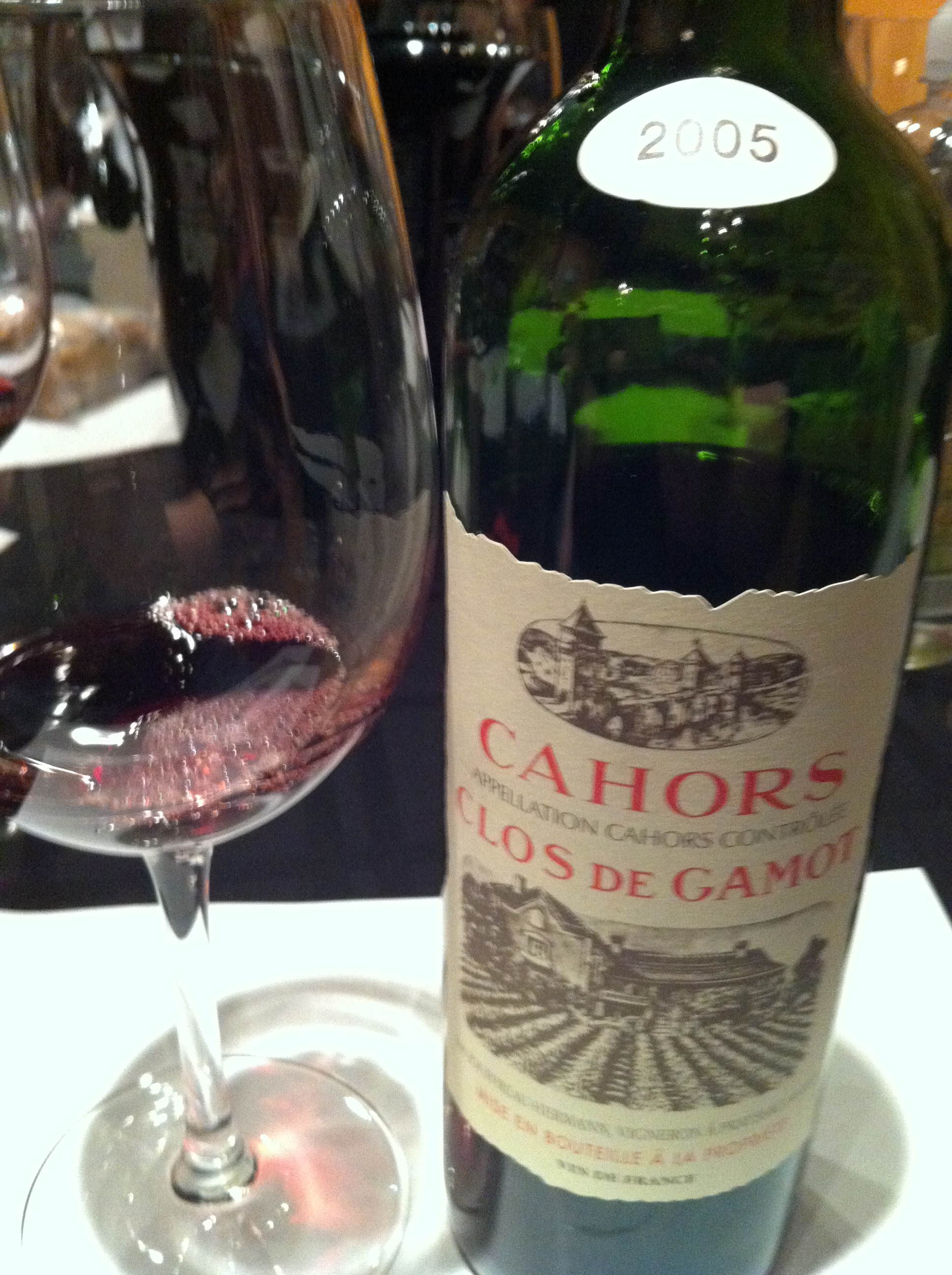
カオールのワイン。マルベックで造られている。

### フランス

#### カオール
カオールではマルベックの単一品種ワイン、ないしはタナやメルローをブレンドしたマルベック主体のワインが造られている。ボルドーに比べ内陸に存在するため降水量が少なく、秋に暑くて乾燥した季節風が吹く影響でブドウがよく熟すため、「黒ワイン」と呼ばれるような色調の濃いワインとなる。

#### ボルドー
赤ワイン用に用いることのできる品種のひとつに指定されているが、ボルドー全体の栽培面積が11万ヘクタールにのぼるなか、マルベックの栽培面積は1000ヘクタールに満たない。ボルドーではブレンド用として補助的に用いられている。

### アルゼンチン
アルゼンチンは日照量が豊富で乾燥した気候であるため、マルベックにとって理想的な環境である。特に、アルゼンチンのブドウ栽培地域の2割を占めるメンドーサでは、栽培されるブドウの8割程度がマルベックで占められている。現在では世界で栽培されるマルベックの75%以上がアルゼンチン産である。

## 食品との組み合わせ
タンニンが豊富なワインであるため、赤身肉とよく合う。特に、アルゼンチンの牛肉料理であるアサードとアルゼンチン産のマルベックは好適な組み合わせであると知られている。

## 引用文献
1. 1 2 3 4  “アルゼンチンを代表するブドウ品種、マルベック”.   エノテカ編集部. 2024年1月3日閲覧。
2. 1 2 3 4 5 6  “マルベック（malbec）とはどんなワイン？アルゼンチンで有名なわけ。”.   モトックス. 2024年1月3日閲覧。
3. 1 2 3 4  “マルベックとは ～最良のテロワールを見つけたブドウ”.   アカデミー・デュ・ヴァン. 2024年1月3日閲覧。